# Glymur
Glymur és una cascada d'Islàndia formada per una caiguda del riu Botnsá. Es tracta de la segona cascada més alta del país, amb una caiguda d'aigua de 190 m. Durant molt de temps en va ser considerada la més alta, però en 2011 es va mesurar de nou la cascada de Morsárfoss (227 metres), situada a prop de Morsárjökull, i la de Glymur va passar a ser-ne la segona. Es troba al final del Hvalfjörður.
El riu Botnsá corre des del llac Hvalvatn i després d'una curta distància cau a un canyó costerut al llarg de la muntanya Hvalfell. A la cascada es pot accedir des d'una àrea d'aparcament al final de la carretera. Els senderistes ben equipats poden veure-la des de camins marcats al marge est del riu.